# Желтовка (Смоленская область)
Желтовка — деревня в Вяземском районе Смоленской области России. Входит в состав Ефремовского сельского поселения. Население — 7 жителей (2007). 
Расположена в восточной части области в 16 км к юго-востоку от Вязьмы, в 8 км восточнее автодороги Р132 Вязьма — Калуга — Тула — Рязань, на берегу реки Желтовка. В 12 км западнее деревни расположена железнодорожная станция Лосьмино на линии Вязьма — Занозная. 

## История
В годы Великой Отечественной войны деревня была оккупирована гитлеровскими войсками в октябре 1941 года, освобождена в марте 1943 года. 